# Gusła (miejscowość)
Gusła (bułg. Гусла) – wieś w Bułgarii, w obwodzie Szumen, w gminie Kaolinowo. W 2024 roku liczyła 690 mieszkańców.